# This Ain’t Die Hard XXX
This Ain’t Die Hard XXX ist eine Porno-Parodie aus dem Jahr 2013 über die Filmreihe Stirb langsam.

## Handlung
Als Gruber und ihr Team internationaler Terroristen während einer Weihnachtsparty das Hustler-Gebäude übernehmen und nach all diesen Pornodollars suchen, erwarten sie nicht, dass sich im Gebäude auch John McLane befindet, der mit einer automatischen Waffe rumläuft. Er stellt sich den Terroristen entgegen.
Wie bei Pornoparodien üblich werden einige ikonische Szenen und die Originalhandlung des Originalfilms persifliert. Die Handlung wird immer wieder durch Sexszenen unterbrochen.
Szene 1 (Holly Taylor, Billy Glide): Holly Taylor bezeichnet sich als „Naughty Girl“ und verführt den als Santa Claus verkleideten Billy Glide.
Szene 2 (Kimberly Kane, Tommy Gunn): Harry versucht mit Terroristin Gruber einen Deal zu machen und setzt dabei auf Sex.
Szene 3 (Capri Cavanni): Karla soll die Pornodollars zusammenpacken, spielt jedoch lieber mit den Sexspielzeugen, die herumliegen. Dabei wird sie von John McLane überrascht.
Szene 4 (Leilani Leeanne, Ryan Driller): Polizistin Allie lenkt den FBI-Agenten „Some Dude“ von den Geschehnissen im Hustler Building ab.
Szene 5 (Brooklyn Lee, Derrick Pierce): Nachdem die Terroristen bezwungen sind trifft John McLane seine Frau Holly auf dem Dach des Gebäudes und die beiden feiern seinen Sieg mit etwas Sex.

## Produktion und Veröffentlichung
Der Film wurde von Hustler Video unter der Regie von Stuart Canterbury produziert. Erstmals wurde der Film am 16. April 2013 in den Vereinigten Staaten veröffentlicht. Er erschien sowohl in einer normalen Version in 2D- als auch in 3D.

## Kritiken
Auf AdultDVDTalk bespricht ein Nutzer den Film, der ihn eher negativ bewertet. So empfindet er vor allem den Spielfilmcharakter als Desaster. Die einzelnen Szenen seien nur rudimentär als Handlung zu bezeichnen. Vielmehr nehmen sie einzelne Szenen des Originals und reihen sie fast ohne Zusammenhang aneinander. Auch würde die Chemie zwischen den Darstellern nicht passen. Einige der Sexszenen fand er dagegen nett. Im Grunde sei es aber verschenktes Potential.
Roger T. Pipe von RogReviews bezeichnete die Sexszenen mit Kimberly Kane als Highlight des Films. Kane sei auch schauspielerisch eine gute Besetzung. Die Lücken in der Story bemängelte er ebenfalls.

## Nominierungen
- AVN Awards, 2014[3]
  - Nominee: Best Special Effects
  - Nominee: Best Screenplay: Parody
  - Nominee: Best Director: Parody, Stuart Canterbury
  - Nominee: Best Parody: Drama

- Nightmoves, 2013[4]
  - Nominee: Best Parody (Drama)

- XRCO Awards, 2014[5]
  - Nominee: Best Parody: Drama